# Takuma Abe
Takuma Abe (jap. 阿部 拓馬, Abe Takuma; * 5. Dezember 1987 in Kodaira, Präfektur Tokio) ist ein japanischer Fußballspieler.

## Karriere
In seiner Jugend spielte Takuma Abe bis 2000 für den Kodaira FC Eleven. Danach spielte er für den FC Vida, ehe er sich 2003 dem Yokogawa Musashino FC anschloss. Von 2006 bis 2010 war Abe für die Fußballmannschaft der Hōsei-Universität aktiv.
2010 erhielt Abe bei Tokyo Verdy seinen ersten Profivertrag, der in der J. League Division 2, der zweiten japanischen Fußballliga, spielte. Dort gab er bei der 0:1-Niederlage seiner Mannschaft gegen Ehime FC am 10. April 2010 sein Debüt. In seiner ersten Profisaison kam er so auf 20 Einsätze – allerdings nur vier von Beginn an – und erzielte dabei drei Tore. In der folgenden Saison 2011 gelang ihm der Durchbruch; Abe konnte sich als Stammspieler etablieren und erzielte in 33 Ligaspielen 16 Tore, zusätzlich gelangen ihm drei Torvorlagen. Diese Bilanz vermochte Abe, der bei Verdy zumeist als „hängende Spitze“ oder als Mittelstürmer zum Einsatz kam, in der Folgesaison 2012 noch zu steigern: In 40 Ligaeinsätzen erzielte er nicht nur 18 Tore selbst, sondern gab seinen Mitspielern zusätzlich 14 Torvorlagen.
Nach dem Saisonende in Japan, mit dem sein Vertrag bei Verdy auslief, absolvierte Abe im Dezember 2012 bei dem deutschen Zweitligisten 1. FC Union Berlin ein Probetraining. Eine Verpflichtung lehnte der Verein jedoch wegen sprachlicher Schwierigkeiten und Problemen bei der Integration ab. Im Anschluss nahm Abe im Januar 2013 am Trainingslager des Ligakonkurrenten VfR Aalen teil, der ihn nach Ende des Probetrainings verpflichtete. Mitspieler Cidimar Rodrigues da Silva verfügte dort über Japanisch-Kenntnisse. Bei den Schwaben unterschrieb er einen bis zum Sommer 2015 gültigen Zweieinhalb-Jahres-Vertrag.
Sein Debüt in der zweiten deutschen Bundesliga gab Takuma Abe daraufhin am 16. Februar 2013 bei der 0:1-Niederlage Aalens gegen Hertha BSC. Seinen ersten Treffer erzielte er einen Monat später in der Partie gegen den SV Sandhausen, als er seiner Mannschaft mit seinem 2:2-Ausgleich in der 90. Spielminute einen Punkt sicherte. Im weiteren Verlauf der Rückrunde kam Abe auf insgesamt neun Einsätze, in denen ihm zwei Tore und eine Torvorlage gelangen. In dem von Trainer Ralph Hasenhüttl praktizierten 4-5-1-System spielte er dabei im zentralen offensiven Mittelfeld. In der folgenden Saison 2013/14 konnte er nicht mehr an das zuvor Gezeigte anknüpfen; Hasenhüttls Nachfolger Stefan Ruthenbeck ließ meistens in einem 4-3-3-System spielen, zudem zeigte Abe im Training meist nur schwache Leistungen. Zwar durfte Abe bei der 0:2-Niederlage in der zweiten Runde des DFB-Pokals gegen den Erstligisten VfL Wolfsburg von Beginn an spielen, in der Liga kam er in der gesamten Saison jedoch lediglich zu fünf Kurzeinsätzen nach Einwechslung.
Nach eineinhalb Jahren verließ Abe daher im Sommer 2014 Deutschland wieder und kehrte nach Japan zurück. Dort nahm ihn der Erstligist Ventforet Kofu unter Vertrag.
Anfang 2016 wechselte Abe zu Erstligist und Champions-League-Teilnehmer FC Tokyo. Im Sommer 2017 verließ er den Verein und spielte für ein halbes Jahr bei Ulsan Hyundai in Südkorea, wo er den nationalen Pokalsieg feiern konnte.
Im Januar 2018 nahm ihn der Erstligist Vegalta Sendai aus Sendai unter Vertrag. Hier unterschrieb er einen Zweijahresvertrag. Bis Ende 2019 absolvierte er für Sendai 31 Erstligaspiele. 2020 wechselte er zum Zweitligisten FC Ryūkyū.  Am Ende der Saison 2022 belegte Ryūkyū den vorletzten Tabellenplatz und musste in die dritte Liga absteigen.

## Erfolge
Ulsan Hyundai
- Südkoreanischer Pokalsieger: 2017

## Privat
Seit Dezember 2012 ist Takuma Abe mit Satomi Abe verheiratet, die in Tokio die Filialleitung eines Modegeschäfts innehatte.